# 24 كاريت غيمز
كاريت غيمز 24 (بالإنجليزية: 24 Caret Games)‏ ، هي شركة أمريكية تقوم بصناعة وتطوير ألعاب الفيديو، وتقع مقرها في مدينة شيرمان أوكس بولاية كاليفورنيا الأمريكية ، أسست سنة 2008م.
.